# ژان میشل
ژان میشل (به فرانسوی: Jean Michel) نمایش‌نامه نویس قرن پانزدهم میلادی اهل فرانسه است.